# Air Force One (film)
Air Force One – amerykański film sensacyjny z 1997 roku, w reż. Wolfganga Petersena.

## Fabuła
Lata 90. XX wieku. Do byłej republiki radzieckiej, Kazachstanu zostaje wysłana amerykańska i rosyjska jednostka specjalna. Oddział ma za zadanie porwać z pałacu prezydenckiego Ivana Radka, generała o nacjonalistycznych poglądach, stanowiącego zagrożenie dla pokoju na świecie. Żołnierze pokonują ochronę generała i porywają go.
Kilka tygodni później, do Moskwy przyjeżdża prezydent Stanów Zjednoczonych, James Marshall (Harrison Ford). W niezaplanowanej przemowie na Kremlu, zapowiada mocną poprawę polityki zagranicznej, która miała by za zadanie dusić zło w zarodku. Podczas powrotu do kraju samolotem Air Force One, na pokład wkracza grupa bojowników pod dowództwem Iwana Korszunowa (Gary Oldman). Dzięki pomocy swojego agenta, likwidują ochronę i biorą pięćdziesięciu zakładników, pośród których jest wielu ważnych oficjeli, w tym najbliższa rodzina prezydenta. Terroryści żądają wypuszczenia generała Radka z więzienia, w przeciwnym wypadku, co pół godziny będą zabijać jednego zakładnika. Wiceprezydent USA (Glenn Close) dowodząca sztabem kryzysowym, nie zdaje sobie sprawy, gdzie jest prezydent. Marshall pozoruje swoją ucieczkę poprzez wystrzelenie pustej kapsuły ratunkowej, a sam ukrywa się przed terrorystami w luku bagażowym i przygotowuje się do walki, od której zależy życie jego rodziny i zakładników.

## Obsada
- Harrison Ford – prezydent James Marshall
- Gary Oldman – Ivan Korshunov
- Glenn Close – wiceprezydent Kathryn Bennett
- Wendy Crewson – Grace Marshall
- William H. Macy – major Caldwell
- Dean Stockwell – sekretarz obrony Walter Dean
- Philip Baker Hall – generał Andrew Ward
- Xander Berkeley – agent secret service Gibbs
- Bill Smitrovich – generał Northwood
- Tom Everett – doradca ds. bezpieczeństwa narodowego Jack Doherty
- Jürgen Prochnow – generał Ivan Radek
- Elya Baskin – Andrei Kolchak
- Levani – Sergei Lenski
- David Vadim – Igor Nevsky